# Canarium gracile
Canarium gracile är en tvåhjärtbladig växtart som beskrevs av Adolf Engler. Canarium gracile ingår i släktet Canarium och familjen Burseraceae. Inga underarter finns listade i Catalogue of Life.